# Cyrus Richard Crosby
Cyrus Richard Crosby (abreujat Crosby) 1879-1937, va ser un aracnòleg i entomòleg estatunidenc.
Va ensenyar a la Universitat de Cornell  i va escriure nombrosos articles amb Sherman Chauncey Bishop .

## Tàxons nomenats en honor seu
- Dolomedes crosbyi Lessert, 1928
- Kleptochthonius crosbyi (Chamberlin, 1929)
- Centrophantes crosbyi (Fage & Kratochvíl, 1933)
- Floricomus crosbyi Ivie & Barrows, 1935
- Walckenaeria crosbyi (Fage, 1938)
- Pritha crosbyi (Spassky, 1938)
- Dictyna crosbyi Gertsch & Mulaik, 1940
- Robertus crosbyi (Kaston, 1946)
- Ceratinopsis crosbyi Chamberlin, 1949
- Erigone crosbyi Schenkel, 1950
- Nesticus crosbyi Gertsch, 1984

## Taxons descrits
- Ceraticelus innominabilis Crosby, 1905
- Ceratinopsidis Bishop & Crosby, 1930
- Cheniseo Bishop & Crosby, 1935
- Coreorgonal Bishop & Crosby, 1935
- Disembolus sacerdotalis (Crosby & Bishop, 1933)
- Epiceraticelus Crosby & Bishop, 1931
- Epiceraticelus fluvialis Crosby & Bishop, 1931
- Eridantes Crosby & Bishop, 1933
- Floricomus Crosby & Bishop, 1925
- Gnathonargus Bishop & Crosby, 1935
- Gnathonaroides Bishop & Crosby, 1938
- Goneatara Bishop & Crosby, 1935
- Horcotes Crosby & Bishop, 1933
- Matta Crosby, 1934
- Microhexura Crosby & Bishop, 1925
- Micropholcomma Crosby & Bishop, 1933
- Mythoplastoides Crosby & Bishop, 1933
- Neodietrichia hesperia (Crosby & Bishop, 1933)
- Origanates Crosby & Bishop, 1933
- Paracornicularia Crosby & Bishop, 1931
- Paracornicularia bicapillata Crosby & Bishop, 1931
- Pelecopsidis Bishop & Crosby, 1935
- Phlattothrata Crosby & Bishop, 1933
- Sciastes Bishop & Crosby, 1938
- Scirites Bishop & Crosby, 1938
- Scironis Bishop & Crosby, 1938
- Scolopembolus Bishop & Crosby, 1938
- Scylaceus Bishop & Crosby, 1938
- Scyletria Bishop & Crosby, 1938
- Scyletria inflata Bishop & Crosby, 1938
- Silometopoides pingrensis (Crosby & Bishop, 1933)
- Sisicottus Bishop & Crosby, 1938
- Sisicus Bishop & Crosby, 1938
- Sisis Bishop & Crosby, 1938
- Sisyrbe Bishop & Crosby, 1938
- Sitalcas Bishop & Crosby, 1938
- Sitalcas ruralis Bishop & Crosby, 1938
- Smodix Bishop & Crosby, 1938
- Soucron Bishop & Crosby, 1936
- Souessa Bishop & Crosby, 1936
- Souessoula Bishop & Crosby, 1936
- Sougambus Bishop & Crosby, 1936
- Souidas Bishop & Crosby, 1936
- Soulgas Bishop & Crosby, 1936
- Symmigma Crosby & Bishop, 1933
- Traematosisis Bishop & Crosby, 1938
- Walckenaeria breviaria (Crosby & Bishop, 1931)

## Abreviatura
L'abreviatura Crosby es fa servir per indicar  Cyrus Richard Crosby com autoritat en la descripció i taxonomia dins la zoologia.